# Großer Preis von Spanien 1997
Der Große Preis von Spanien 1997 (offiziell XXXIX Gran Premio Marlboro de España) fand am 25. Mai auf dem Circuit de Catalunya in Montmeló statt und war das sechste Rennen der Formel-1-Weltmeisterschaft 1997.

## Bericht

### Hintergrund

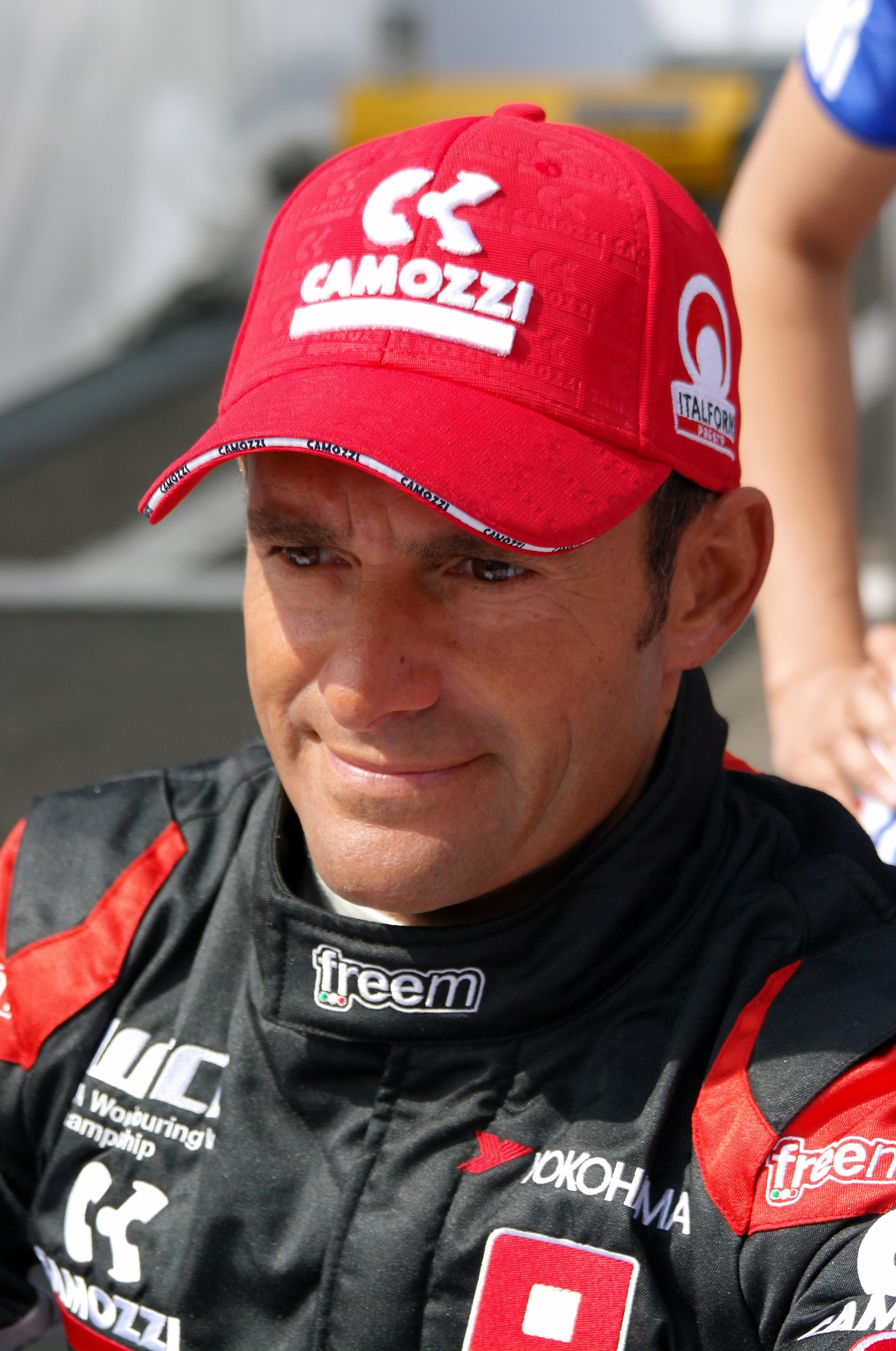
Ersetzte seinen Landsmann aufgrund einer Meinungsverschiedenheit: Gianni Morbidelli

Nach dem Großen Preis von Monaco führte Michael Schumacher in der Fahrerwertung mit vier Punkten vor Jacques Villeneuve und mit sechs Punkten vor Eddie Irvine. In der Konstrukteurswertung führte Ferrari mit acht Punkten vor Williams-Renault und mit 18 Punkten vor McLaren-Mercedes. 
Vor dem Rennwochenende gab es einen Fahrerwechsel: Bei Sauber wurde der Italiener Nicola Larini durch seinen Landsmann Gianni Morbidelli ersetzt. Der Grund der Entlassung waren Meinungsverschiedenheiten zwischen Larini und Peter Sauber. 
Während dieses Rennwochenendes waren die Bridgestone-Reifen den Goodyear-Reifen weit überlegen. Ein Grund hierfür könnte der einwöchige Streik der Goodyear-Mitarbeiter gewesen sein.
Mit Michael Schumacher (zweimal) und Damon Hill (einmal) traten zwei ehemalige Sieger zu diesem Grand Prix an.

### Training
Vor dem Rennen fanden zwei Trainingseinheiten statt: Die erste am Freitagmorgen und die zweite am Samstagmorgen.
Beim ersten freien Training am Freitag war Jean Alesi im Benetton-Renault mit einer Zeit von 1:19,566 Minuten der Schnellste vor Villeneuve und Ralf Schumacher.
Heinz-Harald Frentzen konnte sich mit 1:17,457 Minuten im zweiten freien Training am Samstag die Bestzeit vor seinem Teamkollegen Villeneuve sichern.

### Qualifying
Williams dominierte erneut das Qualifying. Während Villeneuve vor Frentzen die schnellste Runde fuhr, folgte auf dem dritten Platz David Coulthard mit knapp einer Sekunde Rückstand auf die Bestzeit. Alle Fahrer lagen innerhalb von viereinhalb Sekunden. Für Villeneuve war es die achte Pole-Position in der Formel-1-Weltmeisterschaft. 

### Warm Up
Die Fahrer gingen am Sonntagmorgen zu einer 30-minütigen Aufwärmsitzung auf die Strecke. Im Warm Up war Villeneuve der Schnellste, gefolgt von Ralf Schumacher und Mika Häkkinen.

### Rennen
Der erste Start wurde abgebrochen, da Ralf Schumachers Motor ausging. Dadurch wurde eine erneute Einführungsrunde gestartet und die Rundenanzahl auf 64 reduziert.
Beim zweiten Start, Ralf Schumacher musste vom Ende des Feldes starten, konnten alle problemlos wegkommen. Michael Schumacher erwischte von Platz sieben aus den besten Start und konnte sich in der ersten Runde auf Platz zwei vorschieben und mit Villeneuve um die Führung kämpfen. Doch Michael Schumacher konnte nicht lange durchhalten und begann langsamer zu werden, nach Runde zwölf lag der Abstand zwischen dem führenden Kanadier und dem Deutschen bei 20 Sekunden, und hinter ihm begann sich eine Kette schnellerer Fahrer zu bilden. Michael Schumacher verlor rund vier Sekunden auf Villeneuve. 
Olivier Panis konnte dank seiner Bridgestone-Reifen viele Positionen gutmachen und lag nach der ersten Boxenstopp-Phase auf Platz zwei. Der Grund lag darin, dass der erste Boxenstopp für die Goodyear-Reifen schon bei Runde 14 starteten, während die mit Bridgestone fahrenden Teams erst mit Beginn von Runde 28 in die Box mussten und schnellere Zeiten fahren konnten. 
Panis konnte schnell auf den Führenden aufschließen, jedoch verhinderte Irvine den Sieg von Panis: Panis war eine Runde vor Irvine und wollte diesen überrunden, doch der Nordire bekam keine blauen Flaggen geschwenkt und ließ dadurch den schnelleren Panis nicht passieren. Als sieben Runden später Irvine Panis vorbei ließ, waren die Chancen auf den Sieg verspielt. Später bekam Irvine eine Stop-and-Go-Strafe dafür. 
Panis konnte den Rückstand noch auf sechs Sekunden reduzieren, aber Villeneuve konnte das Rennen als Sieger beenden. Für Villeneuve war es der siebte Sieg seiner Karriere und der 350. Sieg für Goodyear als Reifenhersteller. Hinter dem Kanadier und Panis fuhr Alesi als Dritter auf das Podium. Ein Novum in der Geschichte der Formel 1, da es eines der seltensten Ergebnisse war, bei dem die ersten drei Fahrer allesamt französisch sprachen. Es war auch Panis’ letztes Podium in seiner Formel-1-Karriere.
Die schnellste Runde sicherte sich Giancarlo Fisichella mit 1:22,242 Minuten.
In der Fahrerwertung übernahm Villeneuve wieder die Führung vor Michael Schumacher. Panis war neuer Dritter. In der Konstrukteurswertung blieben die ersten drei Positionen unverändert.

## Meldeliste
| Team                        | Nr. | Fahrer                | Chassis        | Motor                 | Reifen |
| --------------------------- | --- | --------------------- | -------------- | --------------------- | ------ |
| Danka Arrows Yamaha         | 01  | Damon Hill            | Arrows A18     | Yamaha 3.0 V10        | B      |
| Danka Arrows Yamaha         | 02  | Pedro Diniz           | Arrows A18     | Yamaha 3.0 V10        | B      |
| Rothmans Williams Renault   | 03  | Jacques Villeneuve    | Williams FW19  | Renault 3.0 V10       | G      |
| Rothmans Williams Renault   | 04  | Heinz-Harald Frentzen | Williams FW19  | Renault 3.0 V10       | G      |
| Scuderia Ferrari Marlboro   | 05  | Michael Schumacher    | Ferrari F310B  | Ferrari 3.0 V10       | G      |
| Scuderia Ferrari Marlboro   | 06  | Eddie Irvine          | Ferrari F310B  | Ferrari 3.0 V10       | G      |
| Mild Seven Benetton Renault | 07  | Jean Alesi            | Benetton B197  | Renault 3.0 V10       | G      |
| Mild Seven Benetton Renault | 08  | Gerhard Berger        | Benetton B197  | Renault 3.0 V10       | G      |
| West McLaren Mercedes       | 09  | Mika Häkkinen         | McLaren MP4/12 | Mercedes-Benz 3.0 V10 | G      |
| West McLaren Mercedes       | 10  | David Coulthard       | McLaren MP4/12 | Mercedes-Benz 3.0 V10 | G      |
| B&H Total Jordan Peugeot    | 11  | Ralf Schumacher       | Jordan 197     | Peugeot 3.0 V10       | G      |
| B&H Total Jordan Peugeot    | 12  | Giancarlo Fisichella  | Jordan 197     | Peugeot 3.0 V10       | G      |
| Prost Gauloises Peugeot     | 14  | Olivier Panis         | Prost JS45     | Mugen-Honda 3.0 V10   | B      |
| Prost Gauloises Peugeot     | 15  | Shinji Nakano         | Prost JS45     | Mugen-Honda 3.0 V10   | B      |
| Red Bull Sauber Petronas    | 16  | Johnny Herbert        | Sauber C16     | Petronas 3.0 V10      | G      |
| Red Bull Sauber Petronas    | 17  | Gianni Morbidelli     | Sauber C16     | Petronas 3.0 V10      | G      |
| Tyrrell                     | 18  | Jos Verstappen        | Tyrrell 025    | Ford ED5 3.0 V8       | G      |
| Tyrrell                     | 19  | Mika Salo             | Tyrrell 025    | Ford ED5 3.0 V8       | G      |
| Minardi Team                | 20  | Ukyō Katayama         | Minardi M197   | Hart 3.0 V8           | B      |
| Minardi Team                | 21  | Jarno Trulli          | Minardi M197   | Hart 3.0 V8           | B      |
| Stewart Ford                | 22  | Rubens Barrichello    | Stewart SF01   | Ford Zetec-R 3.0 V10  | B      |
| Stewart Ford                | 23  | Jan Magnussen         | Stewart SF01   | Ford Zetec-R 3.0 V10  | B      |

## Klassifikation

### Qualifying
| Pos.                                                                       | Fahrer                | Konstrukteur      | Zeit     | Start |
| -------------------------------------------------------------------------- | --------------------- | ----------------- | -------- | ----- |
| 01                                                                         | Jacques Villeneuve    | Williams-Renault  | 1:16,525 | 01    |
| 02                                                                         | Heinz-Harald Frentzen | Williams-Renault  | 1:16,791 | 02    |
| 03                                                                         | David Coulthard       | McLaren-Mercedes  | 1:17,521 | 03    |
| 04                                                                         | Jean Alesi            | Benetton-Renault  | 1:17,717 | 04    |
| 05                                                                         | Mika Häkkinen         | McLaren-Mercedes  | 1:17,737 | 05    |
| 06                                                                         | Gerhard Berger        | Benetton-Renault  | 1:18,041 | 06    |
| 07                                                                         | Michael Schumacher    | Ferrari           | 1:18,313 | 07    |
| 08                                                                         | Giancarlo Fisichella  | Jordan-Peugeot    | 1:18,385 | 08    |
| 09                                                                         | Ralf Schumacher       | Jordan-Peugeot    | 1:18,423 | 09    |
| 10                                                                         | Johnny Herbert        | Sauber-Petronas   | 1:18,494 | 10    |
| 11                                                                         | Eddie Irvine          | Ferrari           | 1:18,873 | 11    |
| 12                                                                         | Olivier Panis         | Prost-Mugen-Honda | 1:19,157 | 12    |
| 13                                                                         | Gianni Morbidelli     | Sauber-Petronas   | 1:19,323 | 13    |
| 14                                                                         | Mika Salo             | Tyrrell-Ford      | 1:20,079 | 14    |
| 15                                                                         | Damon Hill            | Arrows-Yamaha     | 1:20,089 | 15    |
| 16                                                                         | Shinji Nakano         | Prost-Mugen-Honda | 1:20,103 | 16    |
| 17                                                                         | Rubens Barrichello    | Stewart-Ford      | 1:20,255 | 17    |
| 18                                                                         | Jarno Trulli          | Minardi-Hart      | 1:20,452 | 18    |
| 19                                                                         | Jos Verstappen        | Tyrrell-Ford      | 1:20,582 | 19    |
| 20                                                                         | Ukyo Katayama         | Minardi-Hart      | 1:20,672 | 20    |
| 21                                                                         | Pedro Diniz           | Arrows-Yamaha     | 1:21,029 | 21    |
| 22                                                                         | Jan Magnussen         | Stewart-Ford      | 1:21,060 | 22    |
| 107-Prozent-Zeit: 1:21,882 min (bezogen auf die Bestzeit von 1:16,525 min) |                       |                   |          |       |

### Rennen
| Pos. | Fahrer                | Konstrukteur      | Runden | Stopps | Zeit        | Start | Schnellste Runde |
| ---- | --------------------- | ----------------- | ------ | ------ | ----------- | ----- | ---------------- |
| 01   | Jacques Villeneuve    | Williams-Renault  | 64     | 2      | 1:30:35,896 | 01    | 1:22,534 (09.)   |
| 02   | Olivier Panis         | Prost-Mugen-Honda | 64     | 2      | + 5,804     | 12    | 1:22,422 (29.)   |
| 03   | Jean Alesi            | Benetton-Renault  | 64     | 2      | + 12,534    | 04    | 1:23,096 (20.)   |
| 04   | Michael Schumacher    | Ferrari           | 64     | 3      | + 17,979    | 07    | 1:22,295 (44.)   |
| 05   | Johnny Herbert        | Sauber-Petronas   | 64     | 2      | + 27,986    | 10    | 1:23,178 (54.)   |
| 06   | David Coulthard       | McLaren-Mercedes  | 64     | 3      | + 29,744    | 03    | 1:22,340 (22.)   |
| 07   | Mika Häkkinen         | McLaren-Mercedes  | 64     | 3      | + 48,785    | 05    | 1:23,241 (30.)   |
| 08   | Heinz-Harald Frentzen | Williams-Renault  | 64     | 3      | + 1:04,139  | 02    | 1:22,841 (54.)   |
| 09   | Giancarlo Fisichella  | Jordan-Peugeot    | 64     | 3      | + 1:04,767  | 08    | 1:22,242 (20.)   |
| 10   | Gerhard Berger        | Benetton-Renault  | 64     | 3      | + 1:05,670  | 06    | 1:23,106 (42.)   |
| 11   | Jos Verstappen        | Tyrrell-Ford      | 63     | 2      | + 1 Runde   | 19    | 1:24,517 (43.)   |
| 12   | Eddie Irvine          | Ferrari           | 63     | 4      | + 1 Runde   | 11    | 1:22,839 (30.)   |
| 13   | Jan Magnussen         | Stewart-Ford      | 63     | 2      | + 1 Runde   | 22    | 1:25,300 (40.)   |
| 14   | Gianni Morbidelli     | Sauber-Petronas   | 62     | 3      | + 2 Runden  | 13    | 1:24,647 (24.)   |
| 15   | Jarno Trulli          | Minardi-Hart      | 62     | 2      | + 2 Runden  | 18    | 1:24,213 (45.)   |
| –    | Pedro Diniz           | Arrows-Yamaha     | 53     | 2      | DNF         | 21    | 1:23,716 (24.)   |
| –    | Ralf Schumacher       | Jordan-Peugeot    | 50     | 3      | DNF         | 09    | 1:22,784 (14.)   |
| –    | Rubens Barrichello    | Stewart-Ford      | 37     | 1      | DNF         | 17    | 1:23,564 (23.)   |
| –    | Mika Salo             | Tyrrell-Ford      | 35     | 1      | DNF         | 14    | 1:24,775 (04.)   |
| –    | Shinji Nakano         | Prost-Mugen-Honda | 34     | 1      | DNF         | 16    | 1:23,516 (21.)   |
| –    | Damon Hill            | Arrows-Yamaha     | 17     | 0      | DNF         | 15    | 1:23,761 (12.)   |
| –    | Ukyo Katayama         | Minardi-Hart      | 11     | 0      | DNF         | 20    | 1:26,273 (04.)   |

## WM-Stände nach dem Rennen
Die ersten sechs des Rennens bekamen 10, 6, 4, 3, 2 bzw. 1 Punkt(e).

### Fahrerwertung
| Pos. | Fahrer                | Konstrukteur      | Punkte |
| ---- | --------------------- | ----------------- | ------ |
| 01   | Jacques Villeneuve    | Williams-Renault  | 30     |
| 02   | Michael Schumacher    | Ferrari           | 27     |
| 03   | Olivier Panis         | Prost-Mugen-Honda | 15     |
| 04   | Eddie Irvine          | Ferrari           | 14     |
| 05   | David Coulthard       | McLaren-Mercedes  | 11     |
| 06   | Heinz-Harald Frentzen | Williams-Renault  | 10     |
| 07   | Gerhard Berger        | Benetton-Renault  | 10     |
| 08   | Mika Häkkinen         | McLaren-Mercedes  | 10     |
| 09   | Jean Alesi            | Benetton-Renault  | 7      |
| 10   | Rubens Barrichello    | Stewart-Ford      | 6      |
| 11   | Johnny Herbert        | Sauber-Petronas   | 5      |
| 12   | Ralf Schumacher       | Jordan-Peugeot    | 4      |

| Pos. | Fahrer               | Konstrukteur      | Punkte |
| ---- | -------------------- | ----------------- | ------ |
| 13   | Giancarlo Fisichella | Jordan-Peugeot    | 4      |
| 14   | Mika Salo            | Tyrrell-Ford      | 2      |
| 15   | Nicola Larini        | Sauber-Petronas   | 1      |
| 16   | Jan Magnussen        | Stewart-Ford      | 0      |
| 17   | Shinji Nakano        | Prost-Mugen-Honda | 0      |
| 18   | Jos Verstappen       | Tyrrell-Ford      | 0      |
| 19   | Jarno Trulli         | Minardi-Hart      | 0      |
| 20   | Ukyō Katayama        | Minardi-Hart      | 0      |
| 21   | Pedro Diniz          | Arrows-Yamaha     | 0      |
| 22   | Gianni Morbidelli    | Sauber-Petronas   | 0      |
| 23   | Damon Hill           | Arrows-Yamaha     | 0      |

### Konstrukteurswertung
| Pos. | Konstrukteur      | Punkte |
| ---- | ----------------- | ------ |
| 01   | Ferrari           | 41     |
| 02   | Williams-Renault  | 40     |
| 03   | McLaren-Mercedes  | 21     |
| 04   | Benetton-Renault  | 17     |
| 05   | Prost-Mugen-Honda | 15     |
| 06   | Jordan-Peugeot    | 8      |

| Pos. | Konstrukteur    | Punkte |
| ---- | --------------- | ------ |
| 07   | Stewart-Ford    | 6      |
| 08   | Sauber-Petronas | 6      |
| 09   | Tyrrell-Ford    | 2      |
| 10   | Minardi-Hart    | 0      |
| 11   | Arrows-Yamaha   | 0      |
| –    | Lola-Ford       | 0      |